# Gertrude Girard-Montet

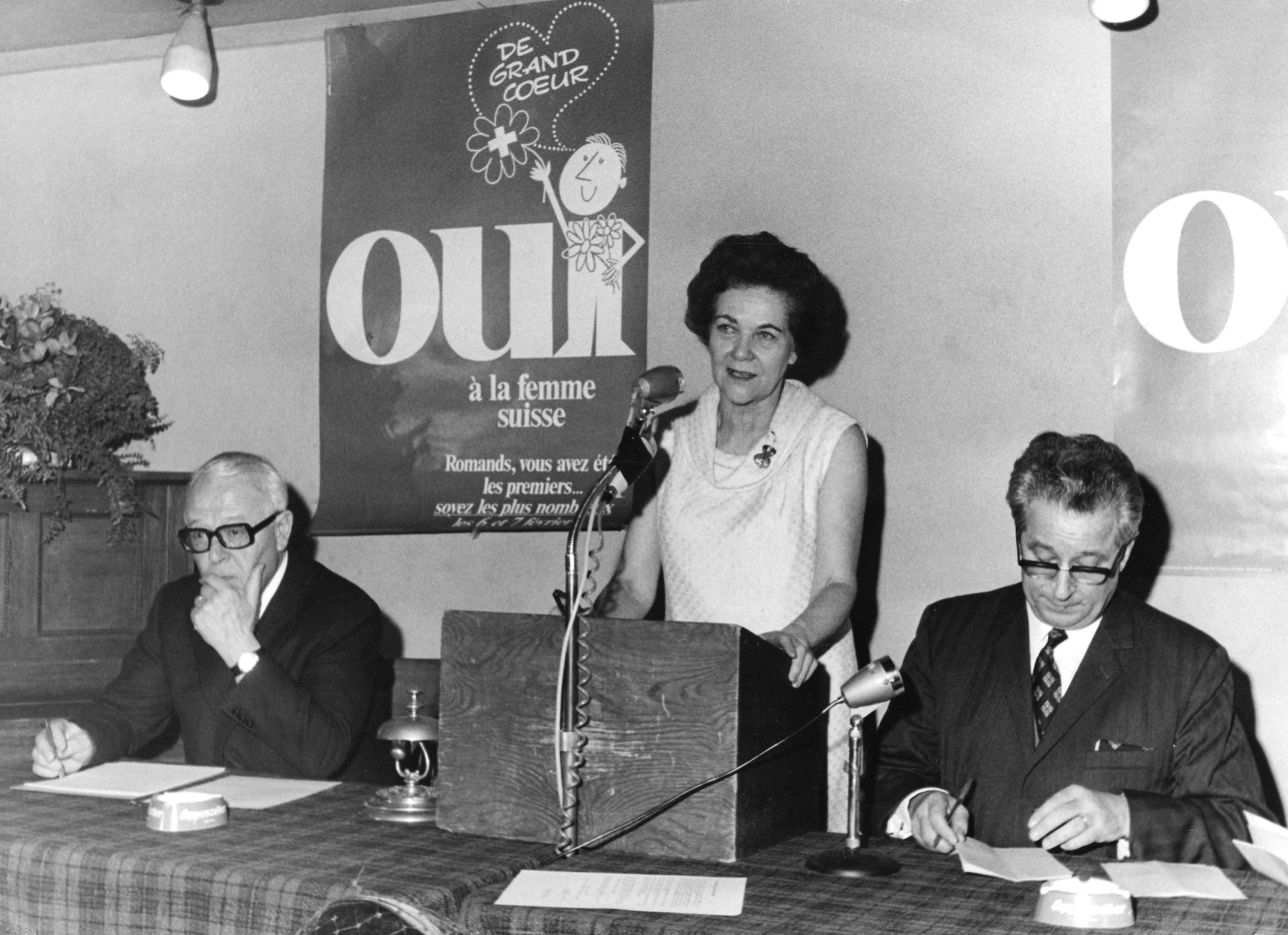
Gertrude Girard-Montet (in der Mitte) zusammen mit dem Bundesrat Pierre Graber (links) und dem Vize-Präsidenten des Kantons Waadt de Béthaz am 1. Februar 1971

Gertrude Girard-Montet (* 9. Januar 1913 in La Tour-de-Peilz; † 25. November 1989 in Vevey; heimatberechtigt in Martigny) war eine Schweizer Journalistin, Nationalrätin und Frauenrechtlerin aus dem Kanton Waadt.

## Leben
Gertrude Girard-Montet war eine Tochter von Frédéric Montet, Kaminfegermeister, und Fanny Murisier. Sie heiratete Pierre Girard, Inhaber eines Malergeschäfts. Montet wuchs in einer liberalen Familie auf. Sie verbrachte einen Studienaufenthalt in Paris. Nach der Heirat arbeitete sie im Betrieb ihres Gatten. In den 1960er Jahren war Montet für Radio Suisse Romande tätig. Sie schrieb regelmässig Beiträge für die Zeitschrift Femmes suisses et le Mouvement féministe.
Ab 1957 in der Stimmrechtsbewegung engagiert, leitete Montet von 1960 bis 1968 den kantonalen Verband der waadtländischen Frauenstimmrechtsvereine. Ab 1968 bis 1977 war sie Zentralpräsidentin des Schweizerischen Verbands für Frauenstimmrecht (ab 1971 Schweizerischer Verband für Frauenrechte). Unter ihrer Leitung protestierte der Verband 1968 gegen die Unterzeichnung der europäischen Menschenrechtskonvention, da der Bericht des Bundesrats einen Vorbehalt wegen der fehlenden politischen Rechte der Frauen vorsah. Diese Intervention beschleunigte die Ausarbeitung einer neuen Abstimmungsvorlage zur Einführung des Frauenstimmrechts. An dieser war auch der Verband beteiligt. Im Vorfeld der Abstimmung vom 7. Februar 1971 engagierte sich Montet im befürwortenden Aktionskomitee. Als Waadtländerin war sie ab 1959 in kantonalen und kommunalen Angelegenheiten stimm- und wahlberechtigt.
Im Jahr 1961 wurde sie ins Gemeindeparlament von La Tour-de-Peilz gewählt. 1971 kandidierte Montet auf der Liste der Freisinnig-Demokratischen Partei der Schweiz (FDP) für den Nationalrat. Sie rückte im Jahr 1974 als Ersatzfrau nach. 1983 trat sie nach zweimaliger Wiederwahl zurück. Im Nationalrat engagierte sie sich vor allem in wirtschafts- und sozialpolitischen Fragen. Von 1975 bis 1983 gehörte sie der Parlamentarierdelegation beim Europarat an. Im Jahr 1976 wurde sie zur Präsidentin der Eidgenössischen Kommission gegen den Alkoholismus gewählt. Für ihre Verdienste im Kampf um die politische Gleichberechtigung erhielt Montet 1983 den Ida-Somazzi-Preis.